# Maqbaratoshoara

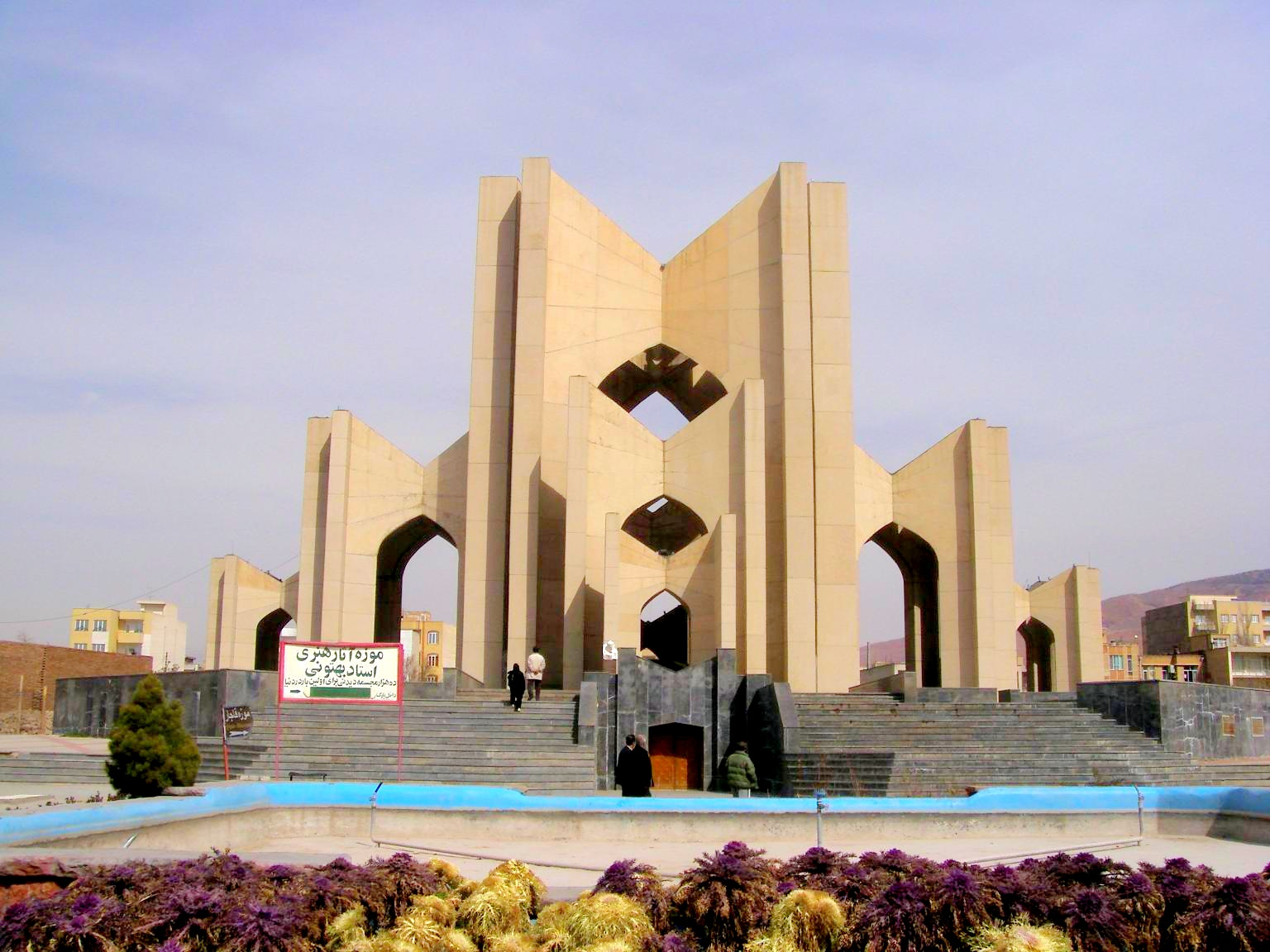
Maqbarat-o-shoara (Tabriz Poet's Mausoleum).

Maqbaratoshoara ou Maqbarat al-Shu'ara' é um mausoléu para poetas e místicos localizado na cidade de  Tabriz, no Irã. Foi construído por Tahmaseb Dolatshahi no início dos anos 1970.
Importantes poetas, místicos e cientistas de Tabriz estão enterrados no local. O mausoléu foi mencionado pela primeira vez pelo historiador medieval Handolá Mustaufi. O primeiro poeta a ser sepultado no complexo foi Assadi Tusi (999-1072). Outros poetas persas sepultados ali são Anvari Abivardi, Zahir al-Din  Faryabi, Falaki Shirwani, Shams al-Din Sajasi, Mojir al-Din Balaqani, Homam Tabrizi, Khaqani, Qatran Tabrizi, Mani Shirazi, Lesani Shirazi, Shakibi Tabrizi, Maghrebi Tabrizi e Shapur Neyshapuri. 